# Ministerpräsident der Republik Moldau
Der Ministerpräsident der Republik Moldau (rumänisch Prim-ministrul Republicii Moldova) ist der Regierungschef der Republik Moldau. Er wird formell vom Präsidenten der Republik Moldau ernannt und übt zusammen mit dem Kabinett die Exekutivgewalt aus, vorbehaltlich der parlamentarischen Unterstützung. Seit dem 16. Februar 2023 ist Dorin Recean Amtsinhaber.

## Siehe auch

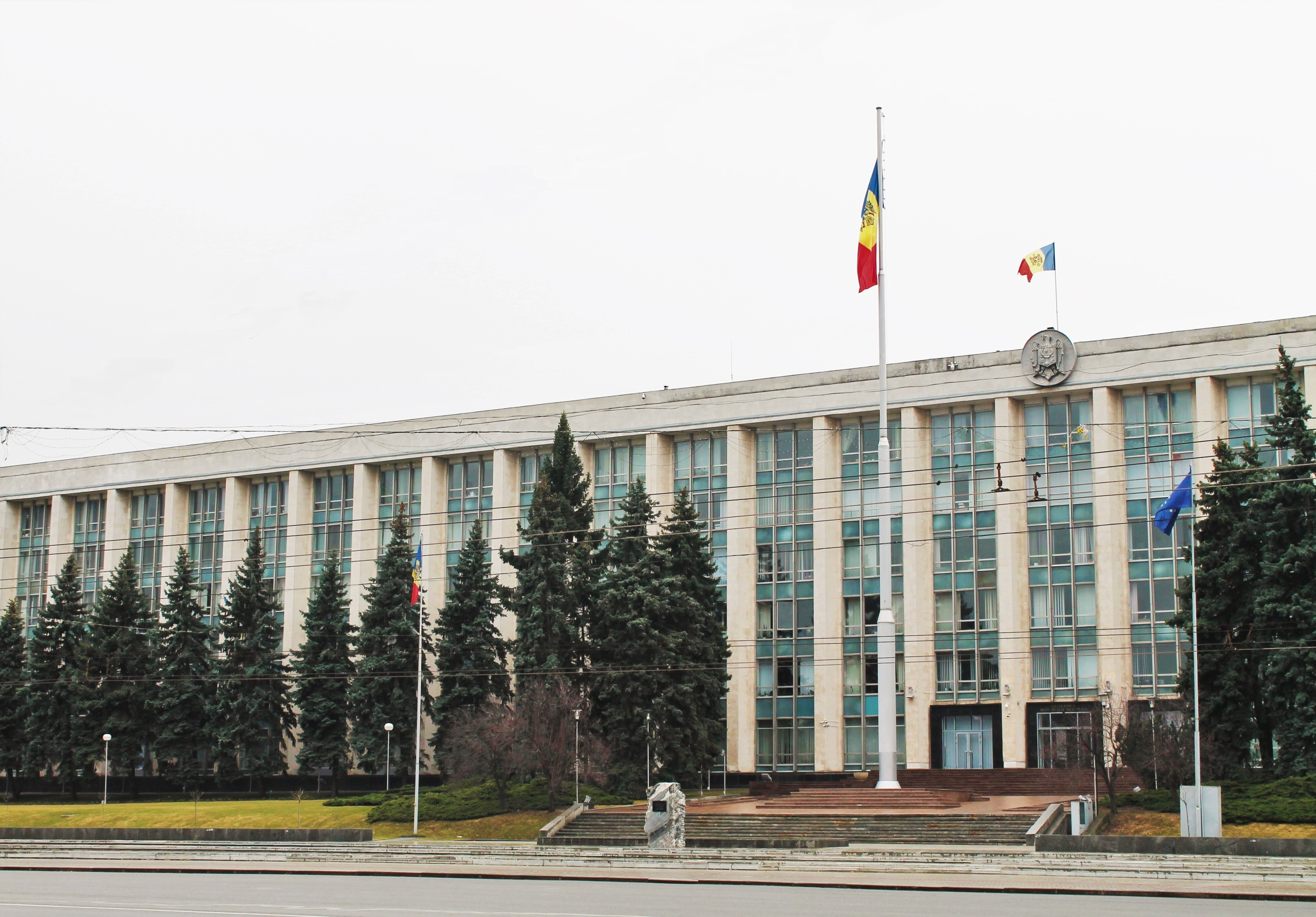
Regierungsgebäude, Amtssitz des Ministerpräsidenten